# ألان لويس
ألان لويس (بالإنجليزية: Alan Lewis)‏ (19 أغسطس 1954 بأكسفورد في المملكة المتحدة - 21 مايو 2016 بريدنغ في المملكة المتحدة) هو لاعب كرة قدم بريطاني في مركز الدفاع.

## وصلات خارجية
- ألان لويس على موقع قاعدة بيانات كرة القدم.إي يو (الإنجليزية)